# Liste des AOC et AOP laitières françaises
Les appellations d’origine contrôlée (AOC) et appellations d’origine protégée (AOP) laitières françaises regroupent des fromages, des beurres et des crèmes fabriqués en France. Tous sont élaborés au sein d’un terroir spécifique et selon un savoir-faire attesté qui garantissent la typicité des produits. Ils sont reconnus par l’institut national de l’origine et de la qualité (Inao) et leurs noms sont ainsi protégés dans toute l’Union européenne. 

## Fromages

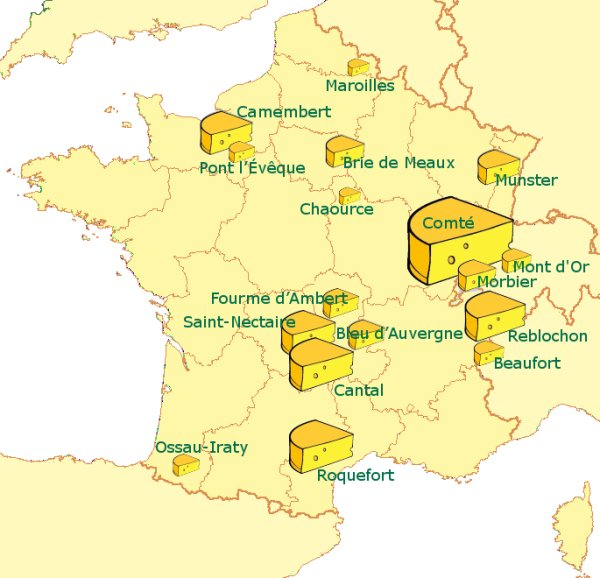
Les principaux fromages AOC en France

Les fromages sont couramment classés par ordre alphabétique (c'est le cas dans le tableau suivant), par lait, par origine ou encore par type de pâte.
Énumération des types de lait reconnus par l'INAO :
- de vache ;
- de chèvre ;
- de brebis ;
- de chèvre et brebis.

Énumération des types de pâtes reconnus par l'INAO :
- P.M.C.N. :	pâte molle croûte naturelle ;
- P.M.C.L. :	pâte molle croûte lavée ;
- P.M.C.F. :	pâte molle croûte fleurie ;
- P.P. :	pâte persillée ;
- P.P.N.C. :	pâte pressée non cuite ;
- P.P.C. :	pâte pressée cuite ;
- F.F. :	fromage frais ;
- F.f. :	fromage fondu.

### Tableau
| Appellation d'origine contrôlée : libellés exacts retenus par les décrets                          | Lait          | Type                            | Aire de production                                                                             | Année d'obtention de l'AOC |
| -------------------------------------------------------------------------------------------------- | ------------- | ------------------------------- | ---------------------------------------------------------------------------------------------- | -------------------------- |
| Abondance                                                                                          | Vache         | Pâte pressée cuite              | Val d'Abondance (Haute-Savoie)                                                                 | 1990                       |
| Banon                                                                                              | Chèvre        | Pâte molle croûte naturelle     | Haute-Provence (Alpes-de-Haute-Provence, Hautes-Alpes, Var et Vaucluse)                        | 2003                       |
| Beaufort                                                                                           | Vache         | Pâte pressée cuite              | Beaufortain, la Maurienne et la Tarentaise, une partie du Val d'Arly (Savoie et Haute-Savoie)  | 1968                       |
| Bleu d'Auvergne                                                                                    | Vache         | Pâte persillée                  | Puy-de-Dôme, Cantal, Haute-Loire, Aveyron, Corrèze, Lot et Lozère                              | 1975                       |
| Bleu de Gex (nom courant), alias bleu de Gex Haut-Jura ou bleu de Septmoncel                       | Vache         | Pâte persillée                  | Haut-Jura (Ain et Jura)                                                                        | 1977                       |
| Bleu des Causses anciennement bleu de l'Aveyron                                                    | Vache         | Pâte persillée                  | Sud du Massif central (Aveyron, Lot et Lozère)                                                 | 1979                       |
| Bleu du Vercors-Sassenage                                                                          | Vache         | Pâte persillée                  | Plateau du Vercors (Drôme et Isère)                                                            | 1998                       |
| Brie de Meaux                                                                                      | Vache         | Pâte molle à croûte fleurie     | Aube, Loiret, Marne, Haute-Marne, Meuse, Seine-et-Marne et Yonne                               | 1980                       |
| Brie de Melun                                                                                      | Vache         | Pâte molle à croûte fleurie     | Seine-et-Marne, Aube et Yonne                                                                  | 1980                       |
| Brocciu corse, brocciu                                                                             | Brebis Chèvre | Fromage frais et affiné (passu) | Haute-Corse et Corse-du-Sud                                                                    | 1998                       |
| Brousse du Rove                                                                                    | Chèvre        | Fromage frais                   | Bouches-du-Rhône                                                                               | 2018                       |
| Camembert de Normandie, anciennement camembert du Calvados                                         | Vache         | Pâte molle à croûte fleurie     | Normandie (Calvados, Eure, Manche, Orne et Seine-Maritime)                                     | 1983                       |
| Cantal                                                                                             | Vache         | Pâte pressée non cuite          | Aveyron, Cantal, Corrèze et Puy-de-Dôme                                                        | 1956                       |
| Chabichou du Poitou                                                                                | Chèvre        | Pâte molle croûte naturelle     | Vienne, Deux-Sèvres et Charente                                                                | 1990                       |
| Chaource                                                                                           | Vache         | Pâte molle à croûte fleurie     | Aube et Yonne                                                                                  | 1970                       |
| Charolais                                                                                          | Chèvre        | Pâte molle à croûte naturelle   | Rhône, Saône-et-Loire, Loire et Allier                                                         | 2010                       |
| Chevrotin                                                                                          | Chèvre        | Pâte pressée non cuite          | Massifs du Mont-Blanc, du Chablais, des Aravis et des Bauges (Haute-Savoie et Savoie)          | 2002                       |
| Comté                                                                                              | Vache         | Pâte pressée cuite              | Massif jurassien (Jura, Doubs, Ain) ainsi que Saône-et-Loire et Haute-Savoie                   | 1958                       |
| Crottin de Chavignol                                                                               | Chèvre        | Pâte molle croûte naturelle     | Cher, Loiret et Nièvre                                                                         | 1976                       |
| Époisses                                                                                           | Vache         | Pâte molle à croûte lavée       | Côte-d'Or, Haute-Marne et Yonne                                                                | 1991                       |
| Fourme d'Ambert (ancienne AOC depuis 1972 avec la fourme de Montbrison)                            | Vache         | Pâte persillée                  | Puy-de-Dôme, Cantal et Loire                                                                   | 1972                       |
| Fourme de Montbrison (ancienne AOC depuis 1972 avec la fourme d'Ambert)                            | Vache         | Pâte persillée                  | Loire et Puy-de-Dôme                                                                           | 1972                       |
| Laguiole (aussi appelé fourme de Laguiole, appellation non enregistrée dans le cahier des charges) | Vache         | Pâte pressée non cuite          | Massif de l’Aubrac (Aveyron, Cantal et Lozère)                                                 | 1961                       |
| Langres                                                                                            | Vache         | Pâte molle à croûte lavée       | Haute-Marne, Vosges et Côte-d'Or                                                               | 1991                       |
| Livarot aussi appelé colonel                                                                       | Vache         | Pâte molle à croûte lavée       | Calvados et Orne                                                                               | 1975                       |
| Mâconnais                                                                                          | Chèvre        | Pâte molle à croûte naturelle   | Saône-et-Loire                                                                                 | 2005                       |
| Maroilles ou marolles                                                                              | Vache         | Pâte molle à croûte lavée       | Aisne et Nord                                                                                  | 1976                       |
| Mont d'Or ou vacherin du Haut-Doubs                                                                | Vache         | Pâte molle à croûte lavée       | Doubs                                                                                          | 1981                       |
| Morbier                                                                                            | Vache         | Pâte pressée non cuite          | Massif jurassien (Ain, Doubs, Jura et Saône-et-Loire)                                          | 2000                       |
| Mothais sur feuille                                                                                | Chèvre        | Pâte molle à croûte naturelle   | Poitou méridional (Deux-Sèvres, Vienne, Charente et Charente-Maritime)                         | 2024                       |
| Munster ou munster-géromé                                                                          | Vache         | Pâte molle à croûte lavée       | Bas-Rhin, Haut-Rhin, Meurthe-et-Moselle, Moselle, Haute-Saône, Territoire de Belfort et Vosges | 1969                       |
| Neufchâtel                                                                                         | Vache         | Pâte molle à croûte fleurie     | Pays de Bray (Seine-Maritime et Oise)                                                          | 1969                       |
| Ossau-iraty                                                                                        | Brebis        | Pâte pressée non cuite          | Pyrénées-Atlantiques et Hautes-Pyrénées                                                        | 1980                       |
| Pélardon                                                                                           | Chèvre        | Pâte molle croûte naturelle     | Aude, Gard, Hérault, Lozère, Tarn                                                              | 2000                       |
| Picodon                                                                                            | Chèvre        | Pâte molle croûte naturelle     | Ardèche, Drôme et canton de Valréas (Vaucluse)                                                 | 1983                       |
| Pont-l'évêque                                                                                      | Vache         | Pâte molle à croûte lavée       | Normandie (Calvados, Eure, Manche, Orne et Seine-Maritime) et Mayenne                          | 1972                       |
| Pouligny-saint-pierre                                                                              | Chèvre        | Pâte molle croûte naturelle     | Indre                                                                                          | 1972                       |
| Reblochon ou reblochon de Savoie                                                                   | Vache         | Pâte pressée non cuite          | Savoie et Haute-Savoie                                                                         | 1958                       |
| Rigotte de Condrieu                                                                                | Chèvre        | Pâte molle fleurie              | Loire et Rhône                                                                                 | 2009                       |
| Rocamadour                                                                                         | Chèvre        | Pâte molle croûte naturelle     | Aveyron, Corrèze, Dordogne, Lot et Tarn-et-Garonne                                             | 1996                       |
| Roquefort                                                                                          | Brebis        | Pâte persillée                  | Aude, Aveyron, Gard, Hérault, Lozère et Tarn                                                   | 1925                       |
| Saint-nectaire                                                                                     | Vache         | Pâte pressée non cuite          | Cantal et Puy-de-Dôme                                                                          | 1955                       |
| Sainte-maure-de-touraine                                                                           | Chèvre        | Pâte molle croûte naturelle     | Indre, Indre-et-Loire, Loir-et-Cher et Vienne                                                  | 1990                       |
| Salers                                                                                             | Vache         | Pâte pressée non cuite          | Aveyron, Cantal, Corrèze, Haute-Loire et Puy-de-Dôme                                           | 1961                       |
| Selles-sur-cher                                                                                    | Chèvre        | Pâte molle croûte naturelle     | Cher, Indre et Loir-et-Cher                                                                    | 1975                       |
| Tome des Bauges                                                                                    | Vache         | Pâte pressée non cuite          | Savoie et Haute-Savoie                                                                         | 2002                       |
| Valençay                                                                                           | Chèvre        | Pâte molle croûte naturelle     | Cher, Indre, Indre-et-Loire et Loir-et-Cher                                                    | 1998                       |

## Beurre
- Beurre Charentes-Poitou
- Beurre d'Isigny
- Beurre de Bresse
- Beurre des Charentes
- Beurre des Deux-Sèvres

## Crème
- Crème d'Isigny
- Crème de Bresse